# Richard Williams
Richard Williams (16. veljače, 1942.) američki je teniski trener. Otac je Sereni i Venus Williams, te ih trenutno trenira.                                                   

## Biografija
Rođen je 1942. godine, kao prvo od šestoro djece. 1965. oženio se Betty Johnson, te su tada imali 5 djece. 1979. godine upoznaje Oracene Price koja je imala tri kćeri s bivšim suprugom. 1980. godine se rodila Venus, a godinu dana poslije Serena. Williams je svoje kćeri još kada su bile vrlo male učio kako se igra tenis. Tako su dvije sestre postale slavne, zahvaljujući svome ocu Richardu Williamsu.